# Jim Blyth
James Anton 'Jim' Blyth (ur. 2 lutego 1955 w Perth) – szkocki piłkarz występujący podczas kariery na pozycji bramkarza.

## Kariera klubowa
Jim Blyth zawodową karierę rozpoczynał w 1971 roku w drugoligowym angielskim klubie Preston North End. Rok później przeszedł do pierwszoligowego Coventry City, w którym (poza krótkim wypożyczeniem do trzecioligowego Hereford United) występował do 1982. W latach 1982–1984 występował w pierwszoligowym Birmingham City. Karierę zakończył w piątoligowym Nuneaton Town w 1986.
| Sezon   | Klub                   | Kraj   | Rozgrywki               | Mecze | Bramki |
| ------- | ---------------------- | ------ | ----------------------- | ----- | ------ |
| 1971/72 | Preston North End F.C. | Anglia | Division Two            | 1     | 0      |
| 1972/73 | Coventry City F.C.     | Anglia | Division One            | 0     | 0      |
| 1973/74 | Coventry City F.C.     | Anglia | Division One            | 0     | 0      |
| 1974/75 | Hereford United F.C.   | Anglia | Division Three          | 7     | 0      |
| 1975/76 | Coventry City F.C.     | Anglia | Division One            | 19    | 0      |
| 1976/77 | Coventry City F.C.     | Anglia | Division One            | 31    | 0      |
| 1977/78 | Coventry City F.C.     | Anglia | Division One            | 40    | 0      |
| 1978/79 | Coventry City F.C.     | Anglia | Division One            | 6     | 0      |
| 1979/80 | Coventry City F.C.     | Anglia | Division One            | 21    | 0      |
| 1980/81 | Coventry City F.C.     | Anglia | Division One            | 7     | 0      |
| 1981/82 | Coventry City F.C.     | Anglia | Division One            | 27    | 0      |
| 1982/83 | Birmingham City F.C.   | Anglia | Division One            | 14    | 0      |
| 1983/84 | Birmingham City F.C.   | Anglia | Division One            | 0     | 0      |
| 1984/85 | Nuneaton Town F.C.     | Anglia | Alliance Premier League | 0     | 0      |
| 1985/86 | Nuneaton Town F.C.     | Anglia | Alliance Premier League | 14    | 0      |

## Kariera reprezentacyjna
W reprezentacji Szkocji Blyth zadebiutował 22 lutego 1978 w wygranym 2-1 towarzyskim meczu z Bułgarią. Drugi i zarazem ostatni raz w reprezentacji wystąpił 17 maja 1977 w zremisowanym 1-1 meczu British Home Championship z Walią. W tym samym roku został powołany do kadry na mistrzostwa świata. Na mundialu w Argentynie był rezerwowym.
| Mecze i gole w reprezentacji | Mecze i gole w reprezentacji | Mecze i gole w reprezentacji | Mecze i gole w reprezentacji | Mecze i gole w reprezentacji | Mecze i gole w reprezentacji | Mecze i gole w reprezentacji |
| #                            | Data                         | Miasto                       | Przeciwnik                   | Gol                          | Wynik                        |                              |
| ---------------------------- | ---------------------------- | ---------------------------- | ---------------------------- | ---------------------------- | ---------------------------- | ---------------------------- |
| 1.                           | 22.02.1978                   | Glasgow                      | Bułgaria                     |                              | 2:1                          | towarzyski                   |
| 2.                           | 17.05.1978                   | Glasgow                      | Walia                        |                              | 1:1                          | British Home Championship    |